# Wudu (Longnan)
Der Stadtbezirk Wudu (chinesisch 武都区, Pinyin Wǔdū Qū) ist ein Stadtbezirk der bezirksfreien Stadt Longnan im Südosten der nordwestchinesischen Provinz Gansu. Er hat eine Fläche von 4.661 km² und zählt ca. 570.400 Einwohner (Stand: Ende 2018). Er ist Zentrum und Sitz der Stadtregierung der Longnan.